# 강영균 (레슬링 선수)
강영균(1974년 7월 23일~)은 조선민주주의인민공화국의 전직 레슬링 선수이다. 2000년 하계 올림픽 남자 그레코로만형 플라이급에서 동메달을 획득했다. 